# Джералд Даръл
Джѐралд Да̀ръл (на английски: Gerald Durrell, ˈdʊərəl [Ду̀ъръл] или ˈdʌrəl [Да̀ръл]), в България известен също като Дарел (от руски) и Дърел, е британски естествоизпитател.
Известен е най-вече като основател на Джърсийския тръст за защита на дивите животни (впоследствие наречен на негово име) и на Джърсийския зоопарк, както и като автор на популярни книги. Брат е на Лорънс Даръл.

## Биография

### Детство в Индия
Даръл е роден на 7 януари 1925 г. в Джамшедпур, в тогавашната провинция Бихар в Индия. Родителите му също са родени в Индия, като са от английско-ирландски произход. Той е последното дете на Луиза Флорънс Даръл (Louisa Florence Durrell) и Лорънс Самюъл Даръл (Lawrence Samuel Durrell). Негов по-голям брат е не по-малко известният писател Лорънс Даръл. Баща им е британски инженер. Както подобава на положението на семейството, Даръл прекарва по-голямата част от времето си в компанията на бавачка.
Семейството напуска Индия след смъртта на бащата през 1928 година.

### Детство на остров Корфу
През 1935 година семейството се премества на гръцкия остров Корфу, където Даръл започва да събира и държи като домашни любимци екземпляри от местната фауна и остава там до 1939 година. Този период по-късно става основа за книгата „Моето семейство и други животни“ и последвалите я „Птици, животни и роднини“ и „Градината на боговете“. Даръл получава образование вкъщи, преподават му приятели на семейството и частни учители, повечето от които са приятели на по-големия му брат Лорънс, който по-късно става известен писател.

### Юношество в Англия
Семейството се връща в Англия през 1939 година, по време на избухването на Втората световна война. Даръл открива, че е невъзможно да започне официално признато образование на 15 години. Въпреки че през военните и следвоенните години е трудно да се намери работа, особено за младеж с домашно образование, предприемчивият Даръл работи като помощник в аквариум и магазин за домашни любимци. През 1943 г. получава повиквателна, но е освободен от военна служба по здравословни причини и отбива военния си дълг, като работи във ферма. След войната Даръл работи като младши работник в Уипснейдската зоологическа градина, изпълвайки мечтата на живота си – по собствените му твърдения първата му дума не е „мама“, а „зуу“ (англ. zoo – зоопарк).

### Ранни експедиции
През май 1946 Даръл напуска Уипснейдския зоопарк, за да се включи в тогавашните зоологически експедиции, но му е отказано място поради липсата на опит. Първите му срещи с диви животни стават през следващата година, с пътуване до Британски Камерун (сегашен Камерун) с орнитолога Джон Йейланд, финансирано с 3000 лири, които получава като наследство от баща си, щом навършва 21 години. Животните, които събира, са продадени на няколко различни зоопарка във Великобритания.
Даръл продължава успеха на първата си експедиция с още две, заедно с колегата си от Уипснейдския зоопарк Кен Смит – отново в Британски Камерун и в Британска Гвиана (сега Гаяна), съответно през 1949 и 1950 година. По време на първото той се запознава и сприятелява с харизматичния Фон на Бафут, Ахиримби II, който му помага да организира следващи експедиции.